# .30-30 Winchester
La munition .30-30 Winchester est une cartouche de chasse à percussion centrale mise au point pour la Winchester 94 en 1895 par John Moses Browning. Son nom provient de son calibre de 0,30 pouce anglais et de sa charge propulsive de 30 grains de poudre pyroxylée (1,95 g). Cette munition fut la première cartouche de chasse et de sport à utiliser de la poudre dite « sans fumée » (utilisant de la poudre pyroxylée). Le projectile est de type chemisé ou expansif avec pointe plate dans un chargeur tubulaire. Son étui a une forme tronconique et comporte un bourrelet. Sa fabrication continue pour la chasse et le tir sportif (États-Unis, Canada et Europe).

## Quelques armes tirant la .30-30
- Winchester 94
- Marlin 336
- Savage 340
- Thompson/Center Contender
- Mossberg 464
- Rossi Rio Grande à levier de sous garde.

## Usage policier
La munition 30-30 fut employée par de nombreuses forces de police en Amérique du Nord et latine comme le LAPD ou encore les Texas Rangers, particulièrement en zone rurale.
Le catalogue "Law Enforcement" de Remington de l'année 1984 proposait encore des cartouches 30-30 soft point de 150 et 170 grains, ainsi qu'à pointe creuse (hollow point) de 170 grains pour les forces de police.

## Appellations
- .30-30 Winchester
- .30 Winchester Center Fire /.30WCF

## Dimensions
- Diamètre de la balle : 7,62 mm
- Longueur de la douille : 51,8 mm
- Longueur de la cartouche : 64,77 mm

## Balistique
- Masse de la balle :
  - originale (1895) : 10,37 g
  - actuelle (années 2000) : 9,55  à   11 g

- Vitesse initiale :
  - originale (1895) : 610 m/s ( 2000 fps)
  - actuelle (années 2000) : 671–762 m/s

- Énergie initiale :
  - originale (1895) : 1930 J
  - actuelle (années 2000) : 2 476–2 780 J

## Sources
- Anton E. Hartink, L'encyclopédie des fusils et carabines, Paris, Maxi-Livres, 2002, 312 p. (ISBN 978-2-743-42197-7).